# Калифорнийский кондор
Калифорни́йский ко́ндор (Gymnogyps californianus) — очень редкий вид птиц из семейства американских грифов (Cathartidae). Близок к южноамериканскому (андскому) кондору (Vultur gryphus), но несколько мельче последнего, по другим источникам — крупнейшая из птиц, способных к полету. Водится в горах Калифорнии, а также Аризоны, Юты и Мексики.
Практически исчез в XX веке; начиная с 1980-х годов весьма успешно осуществляется программа восстановления численности и изучения биологии этого вымирающего вида, инициированная при зоопарке Сан-Диего.

## Описание
Размах крыльев 240—305 см. Имелись сообщения о максимальном размахе крыльев 340 см, однако документальные подтверждения этого отсутствуют. Длина тела 109-140 см. Вес птицы 7-14,1 кг.
У калифорнийских кондоров чёрное оперение с белыми перьями на нижней стороне, а также чёрный воротник с острыми, торчащими в разные стороны перьями. Клюв короткий и сильный, приспособленный для расчленения свежей, не разложившейся падали.

## Питание
Поиск пищи калифорнийский кондор начинает ранним утром. Питается почти исключительно падалью. После трапезы кондор отлетает в удалённое спокойное место и очень долго отдыхает.

## Размножение
Период насиживания яиц расположен как правило в пяти первых месяцах года. Гнездо сооружается на высоких скалах на прибрежных территориях. Самки калифорнийского кондора откладывают обычно по одному белому яйцу. Гнездо охраняется самцом и самкой совместно, пока через примерно 45 дней не вылупится птенец. Молодые кондоры долгое время опекаются родителями. Несмотря на то, что уже по истечении трёх месяцев птенцы начинают изучать местность вокруг гнезда, их пребывание в гнезде длится около шести месяцев. После этого они предпринимают первые попытки полёта, всегда сопровождаемые родителями. В возрасте 12 месяцев птенцы становятся самостоятельными, а начиная с возраста трёх лет считаются взрослыми. Из-за долгого периода опеки птенцов калифорнийские кондоры гнездятся лишь каждые два года.
Калифорнийский кондор является одним из немногих видов птиц, способных к размножению путём партеногенеза, то есть птенцы могут вылупляться из неоплодотворённых яиц. При этом именно у них выявлен первый среди птиц случай подтверждённого молекулярными маркерами партеногенеза у самок, находящихся в регулярном контакте с фертильными самцами.

## Охранный статус
Калифорнийский кондор некогда был распространён по всему североамериканскому континенту. Из-за своего величественного полёта он был привлекательной целью для охотников, которые привели вид на грань вымирания. В 1987 году, когда был выловлен последний живущий на свободе кондор, их общее число составляло 27 особей. Однако благодаря хорошему размножению в неволе, с 1992 года их вновь начали выпускать на свободу. На 2007 год в заповедниках Калифорнии, Аризоны и Мексики жили 127 калифорнийских кондоров. По состоянию на 2019 год число особей превысило 500, более половины из которых обитают в дикой природе.
В мае 2020 года калифорнийский кондор был замечен в Национальном парке "Секвойя" впервые за последние 50 лет.

## Генетика
Кариотип: около 80 хромосом (2n).
Молекулярная генетика
- Депонированные нуклеотидные последовательности в базе данных EntrezNucleotide, GenBank, NCBI, США: 982 (по состоянию на 21 февраля 2015).
- Депонированные последовательности белков в базе данных EntrezProtein, GenBank, NCBI, США: 7 Архивная копия от 19 мая 2016 на Wayback Machine (по состоянию на 21 февраля 2015).

Калифорнийский кондор, наряду с грифом-индейкой (Cathartes aura), является генетически одним из наиболее изученных представителей семейства Cathartidae.
Геном: 1,51 пг (C-value).
Произведено полное геномное секвенирование вида (в 2013 году). Проект по консервационной геномике калифорнийского кондора, осуществляемый при научно-исследовательском институте Зоопарка Сан-Диего, привёл к созданию микросателлитной и БАК-библиотеки генома этого вымирающего вида, его сравнительной физической и цитогенетической карты, а также к секвенированию его транскриптома.

Почтовая марка ООН (2011)

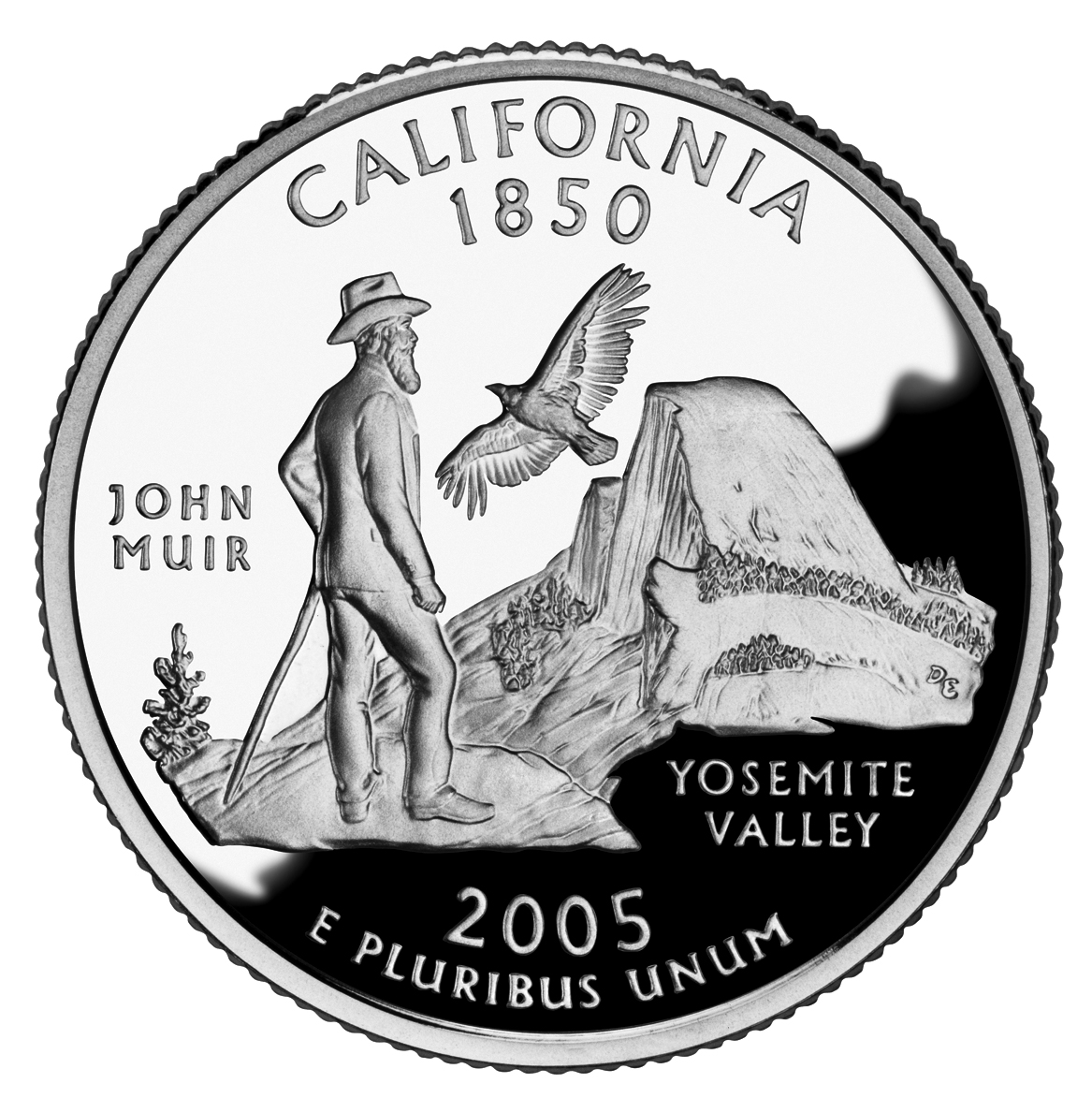
Четвертак Калифорнии (2005)

## Филателия и нумизматика
Калифорнийскому кондору посвящались почтовые марки Анголы, Бенина, Гамбии, Мальдив, Мексики, ООН, Сент-Винсента и Гренадин, США, Того, Уганды, Франции и Чада.
Кондор присутствует на 25-центовой монете США 2005 года, выпущенной в честь штата Калифорния. На реверсе монеты изображён натуралист Джон Мьюр на фоне гранитной скалы Хаф-Доум в Йосемитской долине. В небе парит калифорнийский кондор. Надписи гласят: «John Muir» (Джон Мьюр), «Yosemite Valley» (долина Йосемити).

## Фотогалерея

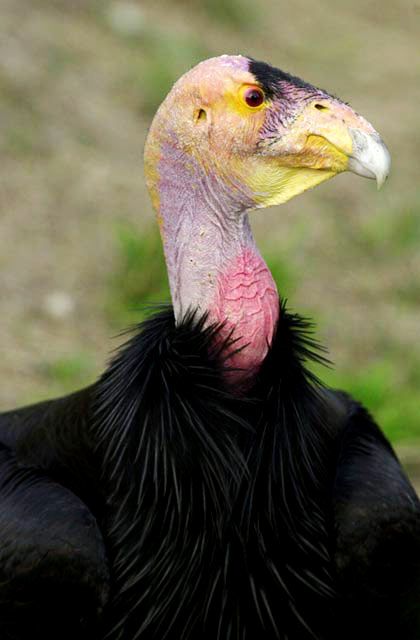
Голова и верхняя часть тела взрослого кондора
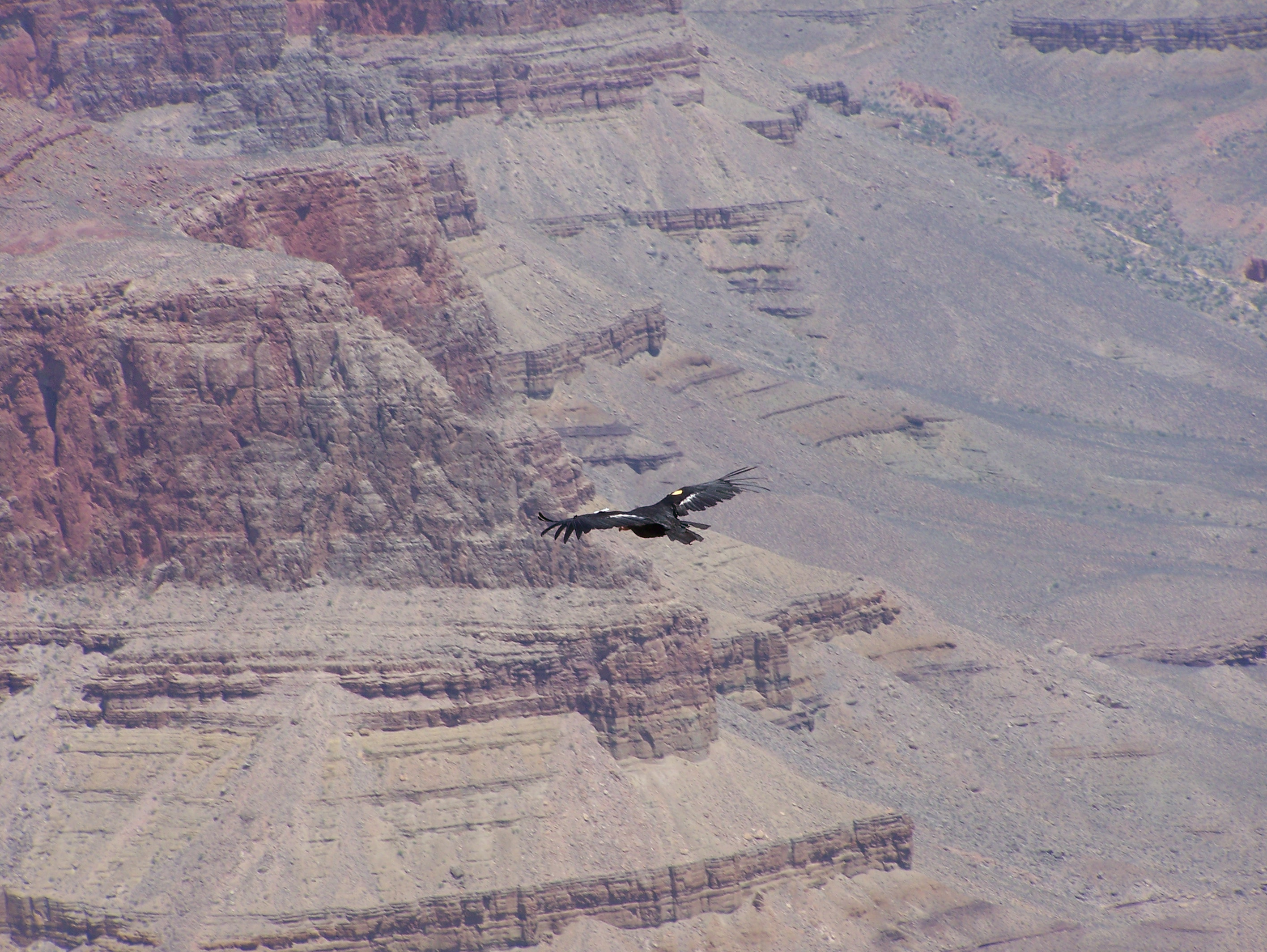
Кондор над Большим каньоном в Аризоне
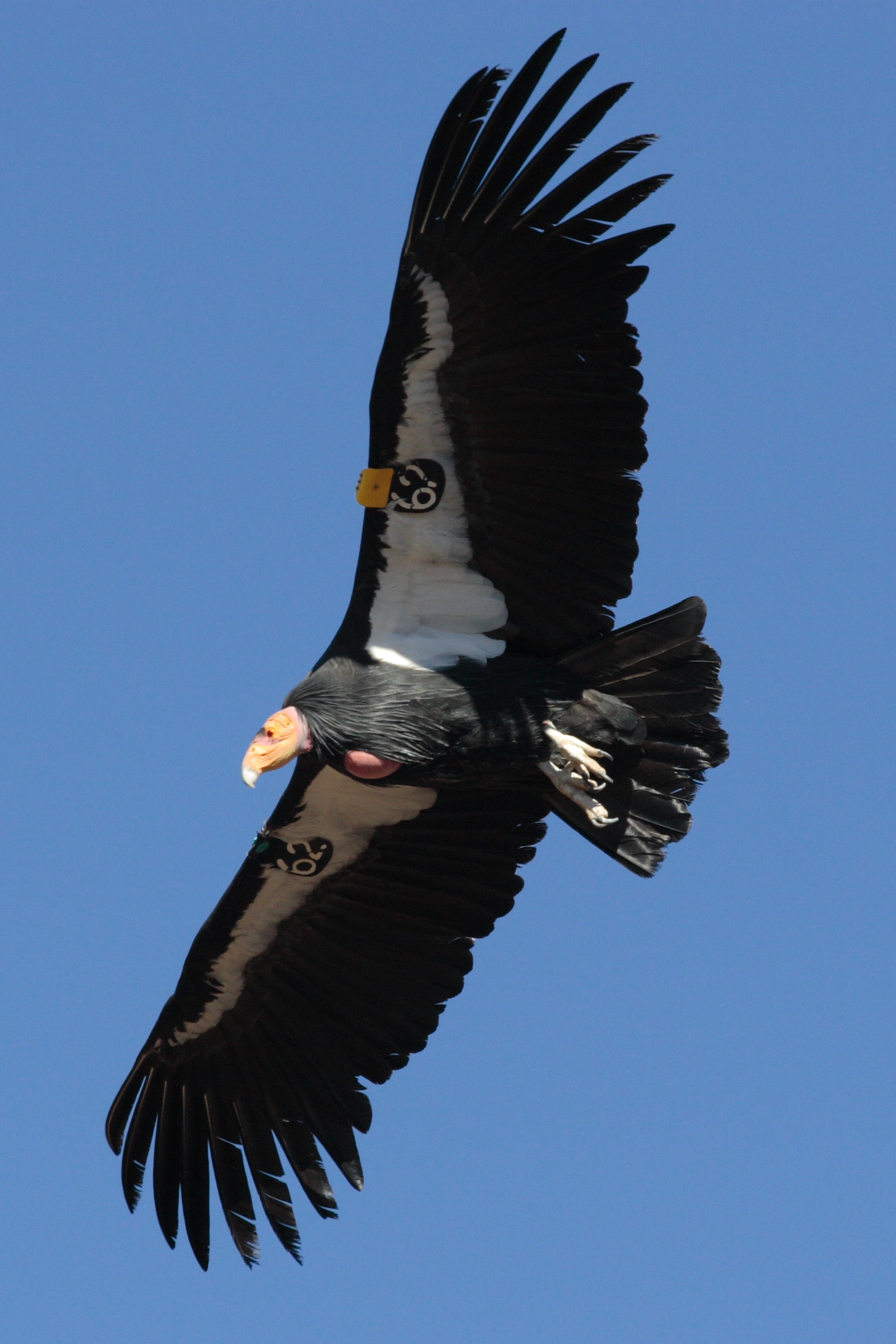
Парящий кондор в Национальном парке Зайон (Юта)
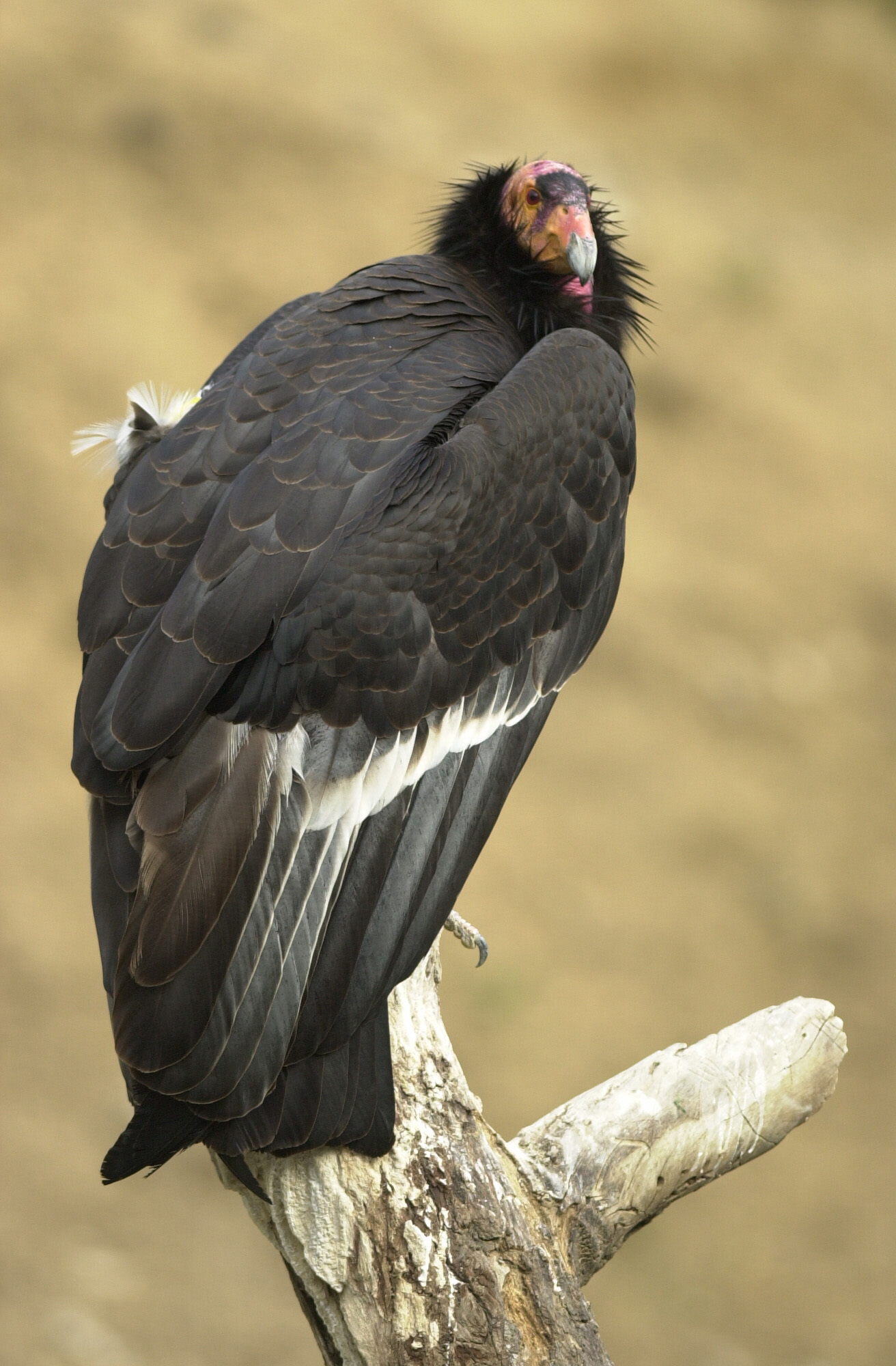
Кондор на ветке
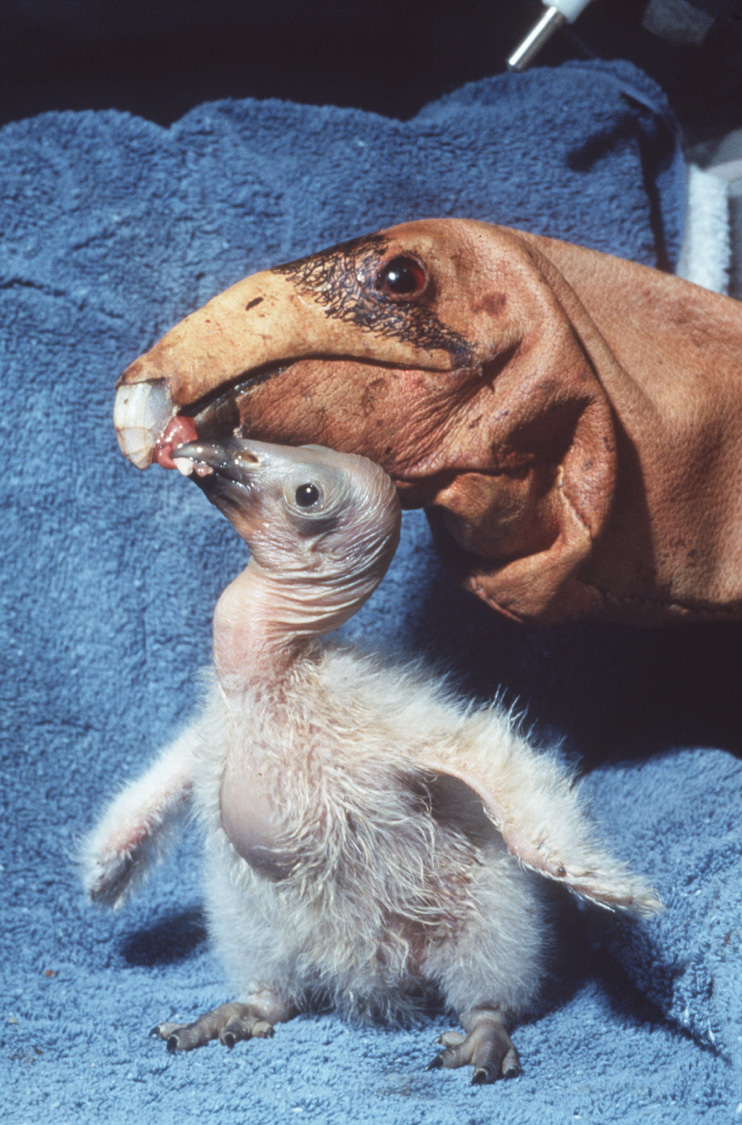
Кормление птенца с помощью специальной «куклы» в Зоопарке Сан-Диего